# Mansonville
Mansonville – miejscowość i gmina we Francji, w regionie Oksytania, w departamencie Tarn i Garonna.
Według danych na rok 1990 gminę zamieszkiwało 287 osób, a gęstość zaludnienia wynosiła 19 osób/km² (wśród 3020 gmin regionu Midi-Pireneje Mansonville plasuje się na 779. miejscu pod względem liczby ludności, natomiast pod względem powierzchni na miejscu 764.).